# Mérona
Mérona – miejscowość i gmina we Francji, w regionie Burgundia-Franche-Comté, w departamencie Jura.
Według danych na rok 1990 gminę zamieszkiwały 3 osoby, a gęstość zaludnienia wynosiła 1 osób/km² (wśród 1786 gmin Franche-Comté Mérona plasuje się na 728. miejscu pod względem liczby ludności, natomiast pod względem powierzchni na miejscu 960.).